# Psicose
Le psicose ou allulose est un cétohexose (un hexose du type cétose), c'est un ose constitué d’une chaîne de cinq éléments carbone ainsi que d’une fonction cétone.

## Chimie
Le psicose est un ose rare épimère en C-3 du D-fructose, faiblement présent dans la nature. Sa formule chimique est C6H12O6. 
Son nom est dérivé de l'antibiotique le psicofuranine, à partir duquel il est isolé.
Dans l'eau à 27 °C, la forme isomère prédominante est la forme alpha-D-psicosefuranose (39 %).
| Isomère du D-Psicose | Isomère du D-Psicose   | Isomère du D-Psicose   |
| Forme linéaire       | Projection de Haworth  | Projection de Haworth  |
| -------------------- | ---------------------- | ---------------------- |
| 0,3 %                | a-D-Psicofuranose 39 % | ß-D-Psicofuranose 15 % |
| 0,3 %                | a-D-Psicopyranose 22 % | ß-D-Psicopyranose 24 % |